# Escut del Poal

Representació de l'escut del Poal, segons el seu blasonament oficial.

L'escut oficial del Poal té el següent blasonament:
Escut caironat: de gules, un pou d'or. Per timbre una corona de marquès.

## Història
Va ser aprovat el 3 d'octubre de 1989.
El pou és un senyal cantant referit al nom de la localitat, que prové del llatí "putealis", o 'relatiu a un pou'. La senyoria del Poal va esdevenir un vescomtat l'any 1706, i més tard marquesat el 1725, sota la persona d'Antoni Desvalls i de Vergós, el vescomte; aquest fet es veu reflectit per la corona de marquès damunt l'escut.